# Povoação
Povoação és un municipi de les Açores (Portugal), a l'illa São Miguel. Se sotsdivideix en sis parròquies:
- Água Retorta
- Faial da Terra
- Furnas
- Nossa Senhora dos Remédios
- Povoação
- Ribeira Quente

| Població del municipi de Povoação (1849 – 2004) | Població del municipi de Povoação (1849 – 2004) | Població del municipi de Povoação (1849 – 2004) | Població del municipi de Povoação (1849 – 2004) | Població del municipi de Povoação (1849 – 2004) | Població del municipi de Povoação (1849 – 2004) | Població del municipi de Povoação (1849 – 2004) | Població del municipi de Povoação (1849 – 2004) |
| ----------------------------------------------- | ----------------------------------------------- | ----------------------------------------------- | ----------------------------------------------- | ----------------------------------------------- | ----------------------------------------------- | ----------------------------------------------- | ----------------------------------------------- |
| 1849                                            | 1900                                            | 1930                                            | 1960                                            | 1981                                            | 1991                                            | 2001                                            | 2004                                            |
| 10.558                                          | 11.087                                          | 12.318                                          | 15.064                                          | 8.458                                           | 7.323                                           | 6.726                                           | 6.696                                           |